# Sekundærrute 589
De Sekundærrute 589 is een secundaire weg in Denemarken. De weg loopt van Flauenskjold via Præstbro naar Voerså. De Sekundærrute 589 loopt door Noord-Jutland en is ongeveer 11 kilometer lang.